# Dziemidowicze (obwód grodzieński)
Dziemidowicze (biał. Дзямідавічы, Dziamidawiczy; ros. Демидовичи, Demidowiczi; pol. hist. Demidowicze) – wieś na Białorusi, w obwodzie grodzieńskim, w rejonie świsłockim, w sielsowiecie Porozów.

## Historia
W XIX i w początkach XX w. położone były w Rosji, w guberni grodzieńskiej, w powiecie wołkowyskim, w gminie Hornostajewicze.
W dwudziestoleciu międzywojennym leżały w Polsce, w województwie białostockim, w powiecie wołkowyskim, w gminie Izabelin. W 1921 miejscowość liczyła 75 mieszkańców, zamieszkałych w 24 budynkach, w tym 73 Białorusinów i 2 Polaków. 73 mieszkańców było wyznania prawosławnego i 2 rzymskokatolickiego.
Po II wojnie światowej w granicach Związku Sowieckiego. Od 1991 w niepodległej Białorusi.